# 第一次長沙作戦
第一次長沙作戦（だいいちじちょうささくせん）とは、日中戦争（支那事変）中の1941年9月18日から10月6日の間に湖南省の長沙周辺で行われた日本陸軍の作戦である。長沙を拠点とする中国軍第9戦区軍に、日本の第11軍が打撃を与えた。当初の作戦呼称は加号作戦（後に長沙作戦と命名）。中国側呼称は第二次長沙戦役（または第二次長沙会戦）。また、日本軍の長沙方面への作戦に対して中国軍は宜昌方面への総反攻を発動、日本軍は苦戦の末撃退した。

## 背景
1941年（昭和16年）1月、大本営と支那派遣軍は、長期化する支那事変に対応し、重慶政府を転覆させ事変解決のきっかけをつくるため、対外関係の変化もあてにした上で、夏から秋にかけての総力を挙げた一大攻勢作戦を決意していた。その主体となるのが第11軍による長沙作戦である。
ところが、6月独ソ戦開始を受け対ソ戦をにらんだ「関特演」への兵力転用や、日米交渉の難航による南方作戦準備が問題になるにつれ、大本営や陸軍省では長沙進攻中止論が台頭してきた。しかし第11軍司令官阿南惟幾中将は大いなる熱意をもってこの作戦準備を推し進めた。それは南方や満州へ兵力が抽出される前に中国軍に打撃を与え、以後の自存自活を容易にするという必要性からである。そして、南方へ転用予定の兵力を使用しないこと、なるべく早期に切り上げ反転帰還する、という条件付けを受けて作戦は実行に移されることとなった。9月になると南方作戦への懸念から再び大本営で反対論が強まったものの、地上戦力は10月上旬まで、航空戦力は10月中旬まで利用できるとの見通しが立ち、実施されることとなった。
長沙には第9戦区軍司令部（司令長官：薛岳）があり、この方面は1939年（昭和14年）秋に行われた贛湘作戦以来、約2年間日本軍の進攻を受けていなかったため第9戦区軍の戦力は充実していた。当初は長沙を攻略して第9戦区軍に打撃を与えられれば事変の早期解決に繋がるかのようにも考えられていたものの、この時点では長沙の占領や重慶政府への圧力を狙うというよりは、日本側の占領する武漢への長沙方面からの危険を和らげ、武漢等の安定化を図ることが狙いとなった。この作戦の目的は、第9戦区軍の拠点である長沙へ進攻しその戦力を撃砕することにあり、「地点の占領」や「物資の獲得」が目的でないことが軍首脳部から何度も強調されていた。

## 参加兵力

### 日本軍
- 第11軍 - 阿南惟幾中将。45個歩兵大隊と26個砲兵大隊が基幹。
  - 第3師団、第4師団、第6師団、第40師団。
  - 早淵支隊 - 第13師団の4個歩兵大隊、2個砲兵大隊基幹。第4師団の指揮下に配属。
  - 荒木支隊 - 第33師団の3個歩兵大隊、1個砲兵大隊基幹。
  - 江藤支隊 - 独立混成第14旅団の独立歩兵第62大隊。
  - 平野支隊 - 同上の独立歩兵第63大隊。
  - 戦車第13連隊 - 九五式軽戦車、配属の九四式軽装甲車を装備。
  - 野戦重砲兵第14連隊 - 四年式十五糎榴弾砲24門装備。
  - 独立野戦重砲兵第15連隊第1大隊 - 十四年式十糎加農砲4門装備。ほか。
- 協力部隊 - 第1飛行団、第3飛行団、第一遣支艦隊の一部（砲艦「勢多」、「堅田」）ほか。

宜昌方面
- 第13師団 - 宜昌付近の警備。3分の1の戦力（7,711人）を早淵支隊として長沙方面へ抽出。
- 第39師団 - 第13師団の東に隣接する地域の警備。

### 中国軍
- 第9戦区[7] - 司令長官：薛岳
  - 第27集団軍 - 総司令：楊森（第20軍、第58軍）
  - 第30集団軍 - 総司令：王陵基（第72軍、第78軍）
  - 第4軍、第26軍、第37軍、第99軍、第74軍。
  - 第10軍、第79軍（第6戦区から増援）
  - 暫編第2軍（広東方面から増援）
- 第6戦区 - 司令長官：陳誠

## 長沙作戦経過

### 日本軍の進撃
当初の作戦方針は、新牆河北岸に西から第4師団、第3師団、第6師団、第40師団を並列させ、強力な砲兵力を活かして湖南平野の中央突破をはかるというものであった。攻勢発起前の9月7日から10日にかけて、側背面の脅威を取り除くため第6師団が大雲山周辺の掃討を行ったが徹底性を欠き、13日、攻撃位置につく前の第40師団が、陣前出撃してきた第58軍に待ち伏せられ不期遭遇戦となった。
9月18日、日本軍は攻勢を発起、新牆河の渡渉を開始した。南岸の縦深陣地には中国軍第4軍が配備されていたが、日本軍は擁する各種火砲322門をもって一挙に陣地を突破した。撃破された第4、第58軍は道路を破壊して東方の山地（万洋山山脈）へ後退した。東翼の第40師団は南東の平江（第27集団軍の司令部）へ向かって進撃した。
9月20日、第4師団、第3師団、第6師団は汨水の左岸（南岸）まで進出。日本軍の正面では第37軍など４個師が既設陣地に拠って守備しており、そこへ打撃軍である第26軍が北上して、東から日本軍を側撃する構えを見せた。そこで日本軍は従来の作戦方針を一変（平江占領を断念し兵力を集中）し、第6、第40師団で第26軍を更に東から包囲殲滅することに決した。第6師団は第26軍の後方を遮断するために東へ大きく迂回、山地帯を急進して金井（キンセイ）を急襲した。汨水左岸地域の中国軍は山地やトーチカ陣地を拠点に頑強に抵抗したため日本軍は苦戦を強いられたが、22日から25日までの戦闘で第26軍は撃破されて南東に退却し、北上してきた増援の第10軍も第3師団に撃破された。（汨水左岸会戦）
日本軍は汨水左岸会戦に兵力集中させるよう徹底したため、東部山系にいる中国軍（第4軍、第58軍）を軽視していた。しかしこの山地には更に第20軍や第72軍が集結中で、この東部山系から西へ向かって日本軍の後方を側撃し勝機を得ることこそが、まさに中国軍の主眼としている作戦方針であった。

### 第74軍撃滅戦
9月21日朝、第11軍司令部に、中国軍第74軍（軍長：王耀武。第51、第57、第58師）が西方へ移動を開始した、という情報がもたらされた。第74軍は中央直系の最精鋭軍として注目されており、2月に攻撃軍・突撃師に指定されてからは中央の認可がなければ作戦での使用を禁じられている部隊であった。第11軍とはこれまで数次にわたり戦闘を交えており、3月の錦江作戦以来、万載、宜春（長沙の東方約100キロ）付近で整訓中であった。この第74軍の出現は、長沙へ向かう日本軍の作戦構想にも影響を与え、阿南軍司令官は第74軍の撃破に執念を燃やした。
9月26日、第3師団の先遣隊が春華山付近へ進出すると、前面の中国軍から予想外の抵抗を受けて不期遭遇戦に突入した。中国軍は続々と兵力を増加させて猛烈に抵抗したが、日本軍は突撃を反復して春華山陣地を占領した。また、永安（長沙の東側20キロ）付近でも続々進出中の中国軍と戦闘が発生、第3師団はこれらの錯綜した戦闘の中で情報を統合し、ようやく第74軍の主力（第57師、第58師）が戦場へ現れたことを知った。第74軍は夜間行軍を行っていたため、日本軍は航空偵察でその位置をつかめず不期に遭遇する結果となったのである。夜からは永安南方の高地一帯を巡って熾烈な手榴弾戦、白兵戦が繰り返され、第3師団は翌日昼にようやく同地を確保したがその損害も少なくなかった。27日、戦場へ到着したばかりの第51師も第6師団から急襲を受け、大損害を被った第74軍は東方へ敗走した。

### 長沙占領と反転
第4師団の指揮下にあった早淵支隊はいち早く前進して9月26日に撈刀河を、翌27日に瀏陽河を無血渡河して夕刻長沙市街の一角に突入した。早淵支隊が入城した当時、市民はまだ避難しておらず、敗走してきた中国軍が後から進入してくる程であった（第9戦区司令部は湘潭へ退避済み）。日本軍は市街の破壊や掠奪などを禁じた命令を守り、翌28日には市内の掃討を完了させた。9月29日、第4師団主力も長沙東側地区に集結した。この日、中国空軍のSB爆撃機9機は温江飛行場から発進し、8機が長沙市街北端に爆弾30個を投下した。編隊を離脱した1機は宜昌飛行場に着陸して日本軍に帰順した。30日、AP通信・UP通信のアメリカ人・ドイツ人記者5名を乗せた旅客機が長沙上空に飛来して長沙占領を確認し、その後岳州の軍司令部を訪問して阿南軍司令官から作戦目的の説明を受けた。これは中国側が依然「長沙固守」を盛んに宣伝していることへの対抗措置である。
第3師団は長沙よりさらに南の株州への追撃を具申したが、作戦目的達成と判断していた軍司令部から一度は却下されていた。しかし、すでに一部を独断で向かわせていた第3師団は再度追撃を具申し軍参謀部を困惑させたが、阿南軍司令官はあっさりこれを承認した。第3師団は退却途中の中国軍と激戦を交えながら、29日株州に突入してこれを占領、休む間もなく翌日に反転を開始した。
長沙の占領と中国軍の主力部隊を潰滅させ作戦目的の達成を確認した日本軍は、10月1日日没後に反転を開始した。この反転が開始される前後から、日本軍の兵站線に対する東からの中国軍（第4、第20、第58、第72軍など）の攻撃が積極化してきた。第4師団主力が反転する際、歩兵第61連隊の第11中隊が取り残され、10月2日に長沙の近くで包囲される事件が起こった。一部部隊が引き返し、第1飛行団の16機が出動して3日に救出した。日本軍は頑強に妨害を試みる中国軍を排除しながら北上し、おおむね10月6日までに新牆河を渡って帰還した。
中国軍は湖南省の民衆の協力を得て作戦地域の道路を徹底的に破壊し、水田はすべて冠水していた。これは装備劣勢の中国軍が日本軍との戦力の均衡を狙ったもので、日本軍の重砲や戦車はついに汨水より南への戦闘に参加できなかった。
長沙作戦の策応作戦として、南昌方面では第34師団と独立混成第14旅団が9月25日、27日から陽動作戦を行った。また北支那方面軍も牽制作戦を実施、第35師団が黄河を渡河して南岸の中国軍陣地を攻撃した（河南作戦）。

## 宜昌攻防戦
第11軍が長沙から反転に移ろうとするころ、警備の手薄になった宜昌には同地の奪回をめざして第6戦区軍（陳誠長官）の約15個師が押し寄せていた。蔣介石軍事委員長は10月2日、陳誠長官に対して「いかなる犠牲をも顧みることなく三日以内に宜昌を奪回」することを厳命していた。中国軍の攻撃は9月28日から始まった。各地区の警備隊は予想以上の大軍のため次々に包囲孤立させられ、中国軍の主力部隊はその間隙を通過し宜昌をめざして進撃した。来攻した中国軍は中央直系の精鋭約15個師に加え、重・軽砲約140門を動員していると見られた。この地区を警備する第13師団（師団長：内山英太郎中将）は早淵支隊に師団戦力の3分の1を割いていたが、長沙作戦へ悪影響を与えないようにとの配慮から中国軍反攻の模様を第11軍司令部に通報していなかった。
10月2日、中国軍の宜昌への直接進攻の気配が高まるころ、内山師団長は宜昌東側の東山寺台地に、前年の宜昌作戦で中国軍が使っていた塹壕の跡を発見した。すでに陣地を新設している暇はなく、配置できる歩兵部隊は残されていなかったので、師団長はここに戦闘経験のほとんど無い後方要員（衛生隊・輜重兵・入院患者・経理部勤務班など）388名を配置して陣地を補強した。砲兵出身の内山師団長は、台地の両端に側防専任の山砲（九四式山砲）3門を巧妙に配置した（北側1、南側2）。
10月6日未明、ついに中国軍の第一波が東山寺陣地に殺到し攻撃が始まった。重火器・迫撃砲に支援された中国兵は手榴弾を投じながら陣地に進入し、稜線を超えて西進する勢いを見せた。南側側防砲兵は直ちに陣地内に砲撃し、北側の山砲も零距離射撃で突撃を破砕した。混戦の数時間後中国軍は後退したが、この日以来、中国軍の5個師は毎晩入れ代わり立ち代わり波状攻撃を繰り返した。
10月7日、漢口で内山師団長からの親書を受け取った第3飛行団長遠藤三郎少将は、翌日、軽爆撃機に乗り込んで砲撃に晒されている宜昌飛行場に着陸した。内山師団長から兵士の空輸を懇願された遠藤少将は、荊門飛行場へ折り返し、歩兵小隊と機関銃分隊（45名）のピストン空輸を行うことにした。兵士らは九七式輸送機（乗員8～10名）で空輸されたが、3回目の着陸の際に敵砲弾の中を強行着陸したため、輸送機が被弾して空輸は中断された。また第3飛行団は全力を挙げて宜昌周辺の敵を攻撃した。一方、第13師団の苦戦を知った軍司令部は、第39師団と早淵支隊を救援に向かわせた。
10月10日午前2時30分、中国軍は双十節を期しての総攻撃を東山寺正面に加えてきた。中国兵の必死の突撃に陣地の一角が一時危機に瀕したが、守備兵の逆襲と側防山砲でかろうじて撃退した。第13師団司令部では、万一の自体に備え第一線の連隊から下げられていた軍旗の奉焼、秘密書類の焼却、師団長以下幹部の自決場所の設営などの準備を整え、軍司令官宛の訣別の電報が用意されていた。
10月11日、第39師団が到着し翌日から両師団は攻撃に転じたが、中国軍は10日夜と11日夜の雨天、暗雲を利用して全軍をすでに後退させていた。中国軍の退却を察知した第3飛行団は全力で猛攻撃を加え15キロ爆弾128個、50キロ爆弾270個を投下した。その後、日本軍は10月26日まで江北方面各地に進攻した中国軍の掃討を続けた。

### 化学兵器の使用
日本軍は宜昌の防衛戦における絶望的な状況の中で、最後の手段として化学兵器（毒ガス）による攻撃を実行した。10月7日から11日にかけ、山砲兵第19連隊（第1大隊。東山寺の側防山砲など）が中心となって「あか弾（嘔吐性ガス）」1,500発、「きい弾（糜爛性ガス）」1,000発を発射した。その結果、「敵の攻撃企図を挫折」させ「瓦斯の効果は□（極）めて大なりしものの如し」と分析している。
10月27日、重慶政府は宜昌戦で日本軍により毒ガスが使用されたことを発表し、中国兵らはくしゃみ・鼻血・皮膚の変色・激痛を伴う水疱などの症状をあらわし、約1,350名が被毒、うち750名が死亡したとされた（翌年欧米各国へ送った文章では被毒者1600名、うち死亡者600名としている）。また戦闘時、第6戦区軍の第2軍司令部に同行取材していたアメリカ人ジャーナリスト・ジャック・ベルデン（en:Jack Belden）の報告を得たことや、戦闘後アメリカ軍の化学将校が行った調査などから、アメリカ・イギリス両国は日本軍が毒ガス（特に糜爛性ガス）を使用したことを確信するに至った（報告の中では毒ガス弾は砲撃だけでなく航空機からも投下されたとしている）。この戦いが行われたのは太平洋戦争開戦2ヶ月前の日米交渉が難航していた時期ということもあり、11月27日にアメリカ陸軍長官ヘンリー・スティムソンがフランクリン・ルーズベルト大統領に対してフィリピンへの毒ガス配備を進言するなど、アメリカの対日毒ガス戦準備のきっかけとなった。

## 結果
長沙作戦は、阿南軍司令官が熱意をもって推進していたが、計画段階から何度も中止の議論が起こったため「短期間作戦」などの制約をうけた。このため、日本軍は砲兵威力をいかして平地の突破をはかる計画だったが、戦況の変化から包囲戦へ方針変更した。中国側の士気は旺盛で、前もって準備をととのえ、可能な限りの兵力を集めて日本軍に対抗した。また、日本軍が長沙方面へ出払ったことを受けて、中国軍は防備の手薄となった宜昌方面へも攻勢をかけてきた。
日本軍は、第74軍を撃破し長沙も攻略したが、期間制約から長く留まることができなかったため、攻略後わずか4日で反転に移った。これに対して中国側は「長沙は固守しあり」とのプロパガンダに努めていた。日本軍は作戦目的は形の上で達成したものの、もともとの期間的制約や中国側の宜昌への攻撃の対処等で掃討戦や追撃戦の十分な余裕もなく、すぐに引き返さざるを得ず、中国側に与えた物質的な打撃は極めて限定されたものとなり、また、撤退後たちまち中国側に長沙を奪い返されたことで安定的に占領を維持できないことを示し結局は中国側のプロパガンダを覆すことが出来ずに、政治的・心理的打撃も限定的なものとなった。中国側の長沙不陥のプロパガンダは、阿南司令官や豊嶋第3師団長をいらだたせ、彼らが再度十二月に第二次長沙作戦を決意する心理的な要因の一つになったのではないかともいう。
作戦後、第11軍が報告した戦果は、交戦兵力総数約50万人、遺棄死体54,000、捕虜4,300人、対して損害は戦死1,670人、戦傷5,184人であった（宜昌方面を含む）(一説には、死傷13,000人)。ただし、遺棄死体を作戦中に正確に数えている余裕は無いため、自軍（日本軍）の戦死者を何倍かして報告するのが慣例となっていた。このため、報告中の中国軍の遺棄死体（戦死者）は水増しされていると見られる。